# Al Filò
Al Filò, detto anche solo Filò, fu un circolo artistico attivo a Ferrara dal 1950 al 1955 basato sul sodalizio di artisti, intellettuali e politici sia ferraresi che non, avente lo scopo principale di organizzare mostre e dibattiti culturali.
Nonostante sia stato attivo solo per pochi anni, gli fu dedicato da Florestano Vancini un omonimo documentario agli inizi del '53.

## Storia

### Significato del nome
Il termine filò, in dialetto ferrarese, fa riferimento alle conversazioni tenute dinnanzi a casa o "in piazza". In senso più ampio, il termine è traducibile sia nel sostantivo femminile triocca che col maschile trebbia.

### Scopo del circolo
L'istituzione del Filò voleva idealmente recuperare lo spirito promotore della Società Tisi o quello delle mostre "sindacali" del periodo fascista ma non riuscì tuttavia a tenere davvero presente il coevo e reale rinnovamento della pittura italiana. «Il tutto per portare un fermento vitale e salubre nella nostra città, proverbialmente pigra e sonnambula, troppo immersa nelle nebbie del provincialismo», come ricordava il pittore Gabriele Turola, figlio naturale del gallerista Bruno Vignali.

### Sede
L'osteria Croce Verde di Pellegrino nell'omonima piazzetta che sorgeva tra l'abside della chiesa di san Michele, via Boccaleone e piazza Schiatti, ne divenne la sede ufficiale. I muri furono decorati a tempera da alcuni soci che realizzarono una sorta di grande papiro goliardico: Mario De Sisti, Marcello Tassini, Ervardo Fioravanti, Gian Carlo Morelli e Laerte Milani. Visto l'esito di tale opera, alcuni artisti pensarono di far proseguire la decorazione anche al di fuori dell'osteria, decorando la piazzetta circostante.

### Organizzazione
Raggruppando in maggioranza militanti della sinistra comunista, per dimostrare la propria apoliticità a fronte delle accuse di essere un «covo di rossi», il Filò si diede un'impostazione democraticamente associativa, ponendo il socialista Giuseppe Longhi (con procuratore Arturo Malagù, il quale presenziava anche in quanto giornalista della Gazzetta Padana) alla presidenza e amministrazione, alla vice presidenza il comunista Mario Roffi (anch'esso all'amministrazione) assieme all'avvocato democristiano Antonio Boari oltre ad includere altre personalità di spicco del panorama ferrarese, quali Renato Sitti (critico, poeta e futuro documentarista), Massimo Felisatti (scrittore, futuro regista e sceneggiatore) e Francesco Loperfido (politico).

### I cronisti
Tra i primi cronisti delle attività del circolo vi furono il pittore Ervardo Fioravanti ed il musicista Benedetto Ghiglia, i quali recensirono non solo le mostre ma anche gli altri eventi che avvenivano nella sede, quali concerti, dibattiti a carattere culturale, conferenze, concorsi di testi dialettali o letture di poesie, come ad esempio quelle di Baudelaire recitate dall'allora direttore del manicomio cittadino Gaetano Boschi.
Agli eventi presenziarono anche illustri ospiti di passaggio a Ferrara, quali Sibilla Aleramo, Salvatore Quasimodo, Mario Mafai, Renato Birolli, Tono Zancanaro e Roberto Melli: fu proprio quest'ultimo a suggerire la creazione del Premio Filò, presentando poi l'elenco delle opere partecipanti alla rassegna dell'estate del '51.

### Chiusura
Il circolo si chiuse definitivamente a metà degli anni '50, pare a causa di tensioni tra alcuni soci e l'oste.
Dopo lo scioglimento, alcuni dei reduci esposero con personali o collettive in gallerie che nel frattempo erano state aperte in città, come Il Bulino in piazzetta Schiatti e la Borgoleoni, gestita da Bruno Vignali, inaugurata nel 1960 nell'omonima via al civico 55.

## Esposizioni
Le esposizioni del Filò venivano allestite al Ridotto del Teatro comunale nel locale della biglietteria, dove esponeva anche il C. A. D., Circolo Artistico Dilettanti, fondato a fine del 1945 dal giovane illustratore e docente Franco Morelli.
Le esposizioni delle due associazioni entrarono presto in conflitto - anche se, a differenza del Filò che comprendeva molti artisti professionisti, il C.A.D. riuniva autori che producevano opere "per diletto" - sino al punto in cui Renato Sitti propose la chiusura del C. A. D. con conseguente accorpamento al Filò, ricevendo in risposta un rifiuto. Gli artisti del Filò includevano sia pittori professionisti che docenti d'arte, ma anche dilettanti di qualità. Erano esclusi dalle esposizioni i pittori di media fama che nel frattempo si erano trasferiti altrove (Giorgio De Vincenzi, Giovanni Battista Crema, Silvan Gastone Ghigi) mentre i Maestri riconosciuti del Novecento, quali Achille Funi, Filippo de Pisis, Arrigo Minerbi, venivano soltanto invitati a visitare le mostre. 
- 1950 - I Mostra collettiva del Filò, dicembre 1950/2 gennaio 1951[21]
- 1951 - Ferrara, premio Filò, vincitori Giuseppe Virgili per la Scultura, Nemesio Orsatti per il Bianco-e-nero
- 1951 - Rimini[22]
- 1952 - II Mostra collettiva del Filò, 8-22 giugno.[23]

## Artisti partecipanti
Elenco degli espositori alle quattro mostre:
- Salvatore Ancona - 1951, 1952
- Giovanna Baruffaldi - 1950, 1951, 1952
- Luisa Bemporad - 1951, Rimini 1951
- Antonio Bonetti - 1950, 1952
- Ildebrando Capatti - 1952
- Alfeo Capra - 1950, 1951, 1952
- Leone Caravita - 1950
- Galileo Cattabriga - 1950, 1951, Rimini 1951
- Alberto Cavallari - 1952
- Mario De Sisti - 1950, 1951, 1952
- Marcello Di Pietro - 1950
- Ulderico Fabbri - 1950
- Danilo Farinella - 1951, 1952
- Ervardo Fioravanti- 1950, 1951, 1952
- Gastone Gasti - 1950, 1951, 1952
- Cesare Lampronti - 1951, 1952
- Antenore Magri - 1950, 1951, 1952
- Luigi Maini - 1950, 1951, 1952
- Laerte Milani - 1951, Rimini 1951
- Elios Monticelli - 1952
- Gian Carlo Morelli - 1950, 1951, Rimini 1951, 1952
- Antonio Orlando - 1952
- Nemesio Orsatti - 1950, 1951, 1952
- Mario Paganini - 1950, 1951, 1952
- Mimì Quilici Buzzacchi - 1951
- Carlo Rambaldi - 1951
- Giorgio Sallustio Rossi - 1950
- Michele Sposito - 1951, 1952
- Carlo Tassi - 1952
- Marcello Tassini - 1950, 1951, Rimini 1951, 1952
- Giuseppe Virgili - 1950, 1951, Rimini 1951
- Giuseppe Zaccarini - 1950, 1951, Rimini 1951, 1952
- Mario Zanoni - 1952
- Annibale Zucchini - 1950

## Documentario
Girato all' inizio del 1953 mentre il circolo volgeva alla chiusura, fu prodotto come opera prima della Phoebus Film, fondata nello stesso anno da Antonio Sturla e Niso D'Agostini con la regia di Florestano Vancini, fotografia di Sturla, musiche di Benedetto Ghiglia, sceneggiatura e commento parlato di Vittorio Passerini e collaborazione di Fioravanti alle riprese. 
Gli artisti prescelti erano uniti da comuni intenti figurativi o di stile e di intenso rapporto con Ferrara «sia come fonte di ispirazione che come stimolo materiale: come nel caso dei tre scultori, ripresi a lavorare la terracotta all'interno di studi posti in case di cotto». Compaiono in ordine: Marcello Tassini, Ulderico Fabbri, Ervardo Fioravanti, Giuseppe Virgili, Annibale Zucchini, Danilo Farinella, Nemesio Orsatti e Galileo Cattabriga. 
Sui quotidiani dell'epoca, alcuni recensori, tra cui Sitti, Gianfranco Rossi e Guido Fink, considerarono il documentario in rapporto alla poetica di Vancini e alle sue opere documentarie immediatamente successive, confrontando l'arte degli autori ripresi che, per alcuni giornalisti, pareva non essere al passo con l'estetica del tempo, pur confermando che il regista dava spazio ad una Ferrara minore, quasi inedita.
Il documentario venne distribuito nelle sale nazionali nel 1954 in abbinata al film Inferno sotto zero di Mark Robson. 
Il documentario è stato successivamente ritrovato, nella versione in bianco e nero anziché a colori, dopo esser stato ritenuto, almeno fino metà degli anni Ottanta, definitivamente disperso.

### Trama
La macchina da presa parte dalle pareti dell'osteria e da tavoli con alcuni avventori che bevono, mangiano o giocano a carte, raccontando come quel locale fosse stata la sede del cenacolo Filò.
Il documentario procede con una successione di sequenze degli artisti (intervallate da panoramiche su strade, piazze, palazzi e parchi ferraresi) ripresi singolarmente al lavoro nei propri studi, assieme ad alcune loro opere. Gli artisti che si susseguono sono: Marcello Tassini (mentre ritrae la modella Norma), Ulderico Fabbri (rientra nel suo studio e plasma la creta), Ervardo Fioravanti (dapprima al cavalletto mentre dipinge un paesaggio e successivamente en plein air vicino a delle giostre della fiera di san Giuseppe), Giuseppe Virgili (nel suo studio situato a Palazzo di Renata di Francia mentre scolpisce con a fianco una modella), Annibale Zucchini (mentre scolpisce e poi scaccia dei monelli che tirano sassi alle opere nel giardino della sua casa a palazzo Picchiati in via Carlo Mayr), Danilo Farinella (durante una lezione di pittura ai suoi studenti della scuola d'arte Dosso Dossi), Nemesio Orsatti (nel suo studio a Palazzo Schifanoia) e Galileo Cattabriga (l'unico ripreso unicamente en plein air mentre dipinge in campagna nei pressi di Bondeno).